# Spatagobrissus
Spatagobrissus is een geslacht van zee-egels uit de familie Maretiidae.

## Soorten
- Spatagobrissus incus Baker & Rowe, 1990
- Spatagobrissus mirabilis H.L. Clark, 1923